# Korn
Korn (стилизуется как KoЯn) — американская ню-метал-группа, основанная в городе Бейкерсфилд (Калифорния) в 1993 году. Группа примечательна тем, что стала пионером жанра ню-метал и вывела его в мейнстрим.

## История

### Формирование группы, демо Neidermeyer’s Mind, Korn (1993—1995)
Korn сформировались после распада группы L.A.P.D., возможная причина которого заключалась в наркотической зависимости вокалиста группы, Ричарда Морилла. Реджинальд Арвизу, Брайан Уэлч, Джеймс Шаффер и Дэвид Сильверия хотели продолжать заниматься музыкой и приступили к поискам нового вокалиста. Однажды ночью в 1993 году Хэд и Манки были в ночном клубе и планировали задержаться в нём всего на несколько минут. Но все изменилось, когда на сцену вышла группа Sexart. Хэд и Манки заинтересовались вокалистом, Джонатаном Дэвисом — сначала им не понравился его голос, но потом они решили, что он очень даже хорош. Хэд и Манки встретились с ним после окончания выступления. Сначала Дэвис не хотел становиться их вокалистом, но, проконсультировавшись с экстрасенсом, который сказал ему, что он сделает глупость, если не попробует, Дэвис согласился. Так была сформирована группа Creep, которую позже переименовали в Korn. Это название придумал Джонатан Дэвис, специально исказив слово «corn» — «кукуруза».
Позднее в 1993 году они начали работать со своим другом и продюсером Россом Робинсоном и вскоре выпустили своё первое демо, Neidermeyer’s Mind, которое включало в себя 4 трека: Predictable, Blind, Daddy и Alive. Blind была изначально написана Дэвисом и Sexart, но была переписана с новой лирикой. У Korn были проблемы с привлечением к себе внимания в первый год существования из-за того, что рок-сцена в 1990-е безоговорочно принадлежала гранжу. После многочисленных попыток договориться о записи, группу услышал в ночном клубе Пол Понтиус из Immortal/Epic Records. Он был настолько впечатлён группой, что подписал с ними контракт прямо на месте. C продюсером и лейблом Korn начали работу над одноимённым альбомом.
С музыкальной точки зрения треки в альбоме представляли собой смесь хардкор-панка и грув-метала. Также в альбоме присутствовали волынки в песне Shoots and Ladders и скэт-пение (импровизирование мелодии с бессмысленным набором слогов) в песне Ball Tongue. Оба этих элемента позднее стали постоянными особенностями фирменного звука Korn. «Blind» был первым синглом из альбома и приобрёл чрезвычайную популярность среди поклонников группы, став на тот момент самой известной песней группы.
Альбом открывается песней Blind, возгласом «Вы готовы?!» (Are you ready?!) и тяжёлым гитарным звуком. Звучание также было особенным, потому что Манки на пару с Хэдом настраивают свои 7-струнные гитары ниже обычного (на один тон) и играют с полным пренебрежением к традиционным гармоническим строям.
Когда альбом Korn вышел 11 октября 1994, группа стала непрерывно гастролировать без какой-либо поддержки со стороны радио- или видеоканалов, так как альбом бойкотировали большинство крупнейших радиостанций и музыкальных каналов США. Единственным утешением были интенсивные живые выступления, которые стали настоящим предметом для культа среди фанатов. Благодаря значительной поддержке поклонников группы, Korn достигли 72-го места в Billboard 200 в 1996, а песня «Shoots and Ladders» получила номинацию на премию Грэмми в категории «Лучшее метал-выступление».
Во время их первого большого тура Korn играли на разогреве у Danzig вместе с Мэрилином Мэнсоном. Также Korn в 1995 году поиграли на разогреве у таких групп, как Megadeth, 311, Fear Factory, Flotsam and Jetsam и KMFDM. Также их первый тур запомнился тем, что они выступали с Deftones на разогреве у Оззи Осборна. После выступлений с менее известными коллективами, такими как Dimestore Hoods, Sugar Ray и Life of Agony, Korn вернулись в студию для записи второго альбома.

### Life Is Peachy (1996—1997)
Korn снова воспользовались помощью Робинсона для записи их второго альбома, Life Is Peachy, выпущенного 15 октября 1996. Альбом получился смелее предыдущей работы группы, с более рваным звуком. Альбом состоит из множества разнообразных песен: в Porno Creep использовалась гитарная имитация саундтреков к порнографическим фильмам 1970-х годов; кавер-версия Low Rider группы War с волынками Дэвиса и вокальной партией, исполненной Хэдом; Twist, трек длиной всего 49 секунд, со скат-пением Дэвиса; и трек K@#*%!, чей словарный состав вызвал негодование поборников морали всех мастей.
Для успешной раскрутки альбома Korn сыграли на разогреве у Metallica, попутно начав использовать новейший инструмент для раскрутки — Интернет. Стратегия сработала: в первую неделю было продано свыше 106 тыс. копий Life is Peachy и альбом достиг 3-го места в Billboard 200. Первый сингл, No Place to Hide, был номинирован на «Грэмми» как «Лучшее метал исполнение». A.D.I.D.A.S. стал вторым синглом группы, после которого появились предположения что песня является рекламным ходом известной марки одежды. Однако в действительности, как можно понять из текста, название песни является аббревиатурой фразы Целый день я мечтаю о сексе (англ.  — All Day I Dream About Sex).
Другим решающим фактором, поднявшим популярность группы, стало совместное выступление с Tool в качестве главных групп на музыкальном фестивале Lollapalooza в 1997. Korn были вынуждены прервать выступления из-за обострения менингита у Манки. Также в этом году Korn продолжили скрещивать музыкальные стили, записав совместно с The Dust Brothers песню Kick the P.A.. Этот трек также появился на саундтреке к фильму «Спаун».
Позднее в 1997, Korn организовали свой собственный лейбл, Elementree Records. Первой группой, подписавшей с лейблом контракт, стала Orgy (в неё входил бывший музыкант Sexart Райан Шак), принёсшей Elementree их первый платиновый альбом Candyass. В следующие несколько лет были подписаны контракты с группами Videodrone, Deadsy, и c рэпером Marz.

### Follow The Leader(1998—1999)
В преддверии выпуска третьего альбома Korn запускают еженедельное онлайновое тв-шоу, получившее название Korn TV. Шоу позволяло следить за процессом записи альбома, с участием таких приглашённых знаменитостей, как порно-звезда Рон Джереми, Limp Bizkit и 311. Шоу также дало возможность поклонникам Korn позвонить и задать группе вопросы — подобная возможность была в новинку, музыкальные группы только начинали использовать интернет таким образом. 18 августа 1998 года Korn выпускают свой третий альбом, Follow the Leader, на котором отметилось множество приглашённых знаменитостей, таких как Ice Cube, Тре Хардсон из The Pharcyde, Фред Дёрст из Limp Bizkit и киноактёр Чич Марин на скрытом треке Earache My Eye (написанном Марином собственноручно, основной гитарный рифф песни звучал в фильме «Укуренные», где снимался Марин).
Совершенно неожиданно для всех, группа оказалась общественно активной, открытой для своих фанов и даже милосердной. Однажды они получили приглашение от одного из своих фанов заехать к нему в гости на несколько минут. У 14-летнего мальчика, как выяснилось из его письма, был рак в последней стадии. Музыканты поначалу опешили, но согласились. Несколько минут переросли в несколько часов, а потом и в целый день, который вдохновил Korn на создание песни «Justin» (Джастин, именно так звали мальчика).
Для привлечения внимания к выходу нового альбома Korn организовали турне, стилизованное под предвыборную политическую кампанию. Тур пронёс группу на арендованном самолёте по всей Северной Америке с новостью о вышедшем Follow the Leader. На каждой остановке во время тура группа организовывала особые «фанатские конференции», во время которых музыканты общались с поклонниками Korn, отвечали на их вопросы и раздавали автографы.
Альбом успешно стартовал, заняв первое место в Billboard с результатом 268 тыс. проданных копий, и следом вышли синглы Got the Life и Freak on a Leash. Оба сингла представили Korn перед более широкой публикой благодаря видеоклипам, транслируемым по MTV.
Обложку для Follow the Leader нарисовал художник франшизы «Спаун» Грег Капулло. Анимированная часть видео Freak on a Leash была срежиссирована Тоддом Макфарлейном (создателем Спауна и бывшим художником комиксов «Человек-паук»). Живые съёмки поставили Джонатан Дайтон и Валери Фарис, использовав инновационные технологии, позволившие камере следить за полётом пули через различные сцены.
Видео «Freak on a Leash» выиграло «Грэмми» как «Лучшее музыкальное видео» и было номинировано как «Лучшее хард-рок произведение». Также видео получило девять номинаций на MTV Video Music Awards:
- Видео года
- Лучшее рок-видео
- Видеопрорыв
- Лучшая режиссура
- Лучшие спецэффекты
- Лучшая художественная постановка
- Лучшая кинематографичность
- Лучший монтаж
- Приз зрительских симпатий

Всего было получено две награды: Лучшее рок-видео и Лучший монтаж. Follow the Leader является самым коммерчески успешным альбомом группы, пять раз став платиновым по версии RIAA с почти 10 млн проданных копий по всему миру.
В том же году Korn стартовали свой собственный ежегодный тур, получивший название Family Values Tour. Korn выступили в качестве хедлайнеров этого ставшего очень успешным тура. Также приняли участие Incubus, Orgy, Limp Bizkit, Ice Cube и Rammstein. Были выпущены концертные CD и DVD, которые получили статус золотого и платинового диска соответственно. В 1999 хедлайнерами тура стали Limp Bizkit (первоначально ими должны были стать System of a Down), также приняли участие Primus, Staind, The Crystal Method, Ja Rule, Method Man & Redman, Mobb Deep, и Fliter (во время тура Mobb Deep заменили на DMX). Korn не стали принимать участие в концертной программе. Вместо этого Korn несколько раз случайно появлялись на концерте в качестве сюрприза и чтобы представить публике их первый сингл из нового альбома. В 2000 году тур был приостановлен.

### Issues (1999—2001)
Четвёртый альбом группы, Issues, спродюсированный Бренданом О’Брайаном, вышел 16 ноября 1999. Обложку разработал Альфредо Карлос, фанат Korn, выигравший конкурс, который проводился между фанатами на MTV. Issues вышел в одно время с очень ожидаемыми альбомами и, тем не менее, дебютировал в Billboard 200 на первом месте, обогнав долгожданный альбом Dr. Dre 2001 и сборник лучших хитов от Селин Дион.
Чтобы отпраздновать выход Issues, группа организовала концерт с альбомной программой перед живой публикой в театре Apollo в Нью-Йорке с одновременной трансляцией по множеству радиостанций. Это выступление сделало Korn первой рок-группой и второй «белой» музыкальной группой, когда-либо выступавшей в Apollo, после легендарного Бадди Холли, который побывал здесь в 1950 году. Концерт прошёл при поддержке барабанного оркестра полицейского департамента Нью-Йорка и коллектива волынщиков под руководством Ричарда Гиббса.
Ранее, в этом же году, Korn появились в эпизоде мультипликационного сериала «Южный парк» Отличная загадка группы Korn о пиратском призраке, в котором произошла премьера первого сингла с Issues «Falling Away from Me». Korn выпустили ещё два сингла с Issues, Make Me Bad и Somebody Someone, оба из которых неплохо показали себя в Billboard. На все три сингла были сняты видеоклипы, режиссёром Falling Away from Me выступил старый друг Korn Фред Дёрст, Мартин Вейц работал над Make Me Bad и Somebody Someone, в котором обширно использовались компьютерные спецэффекты. Issues, по мнению критиков, стал меньше подвержен влиянию хип-хопа и стал больше относиться к альтернативному металу, чем к ню-металу. Альбом стал трижды платиновым, заняв второе место по коммерческому успеху после Follow the Leader.

### Untouchables (2002—2003)
11 июня 2002, спустя полтора года напряжённой работы и длительного творческого процесса, Korn снова привлекли внимание прессы, выпустив пятый альбом, Untouchables. Альбом стартовал на втором месте в Billboard 200 с 434 тыс. проданных копий, уступив первое место Эминему. Результаты продаж разочаровывали в сравнении с первыми четырьмя альбомами группы, и альбом едва стал платиновым. Группа обвинила в низких продажах интернет-пиратов, распространивших рабочую версию альбома за три месяца до официальной даты релиза.
Untouchables по звучанию отличался от предыдущих работ. Появились электронные биты, струнные и различные эффекты, которые ранее группа не использовала. Общее впечатление от альбома радикально отличалось от предыдущих альбомов группы, в особенности треки Alone I Break, Hating и Hollow Life, которые вокалист Джонатан Дэвис назвал одними из лучших песен Korn.
Первые два видео из альбома Untouchables были срежиссированы братьями Хьюз (более известными по фильмам Из ада, Угроза обществу и Мёртвые президенты). Видео Here to Stay показывало мальчика, сидящего у телевизора, на экране которого с очень быстрой скоростью сменялись кадры из выпусков новостей, съёмки природных катаклизмов и отрывки из программ о животных, и, периодически, играющие музыканты Korn. Here to Stay заработала Грэмми как «Лучшее метал-произведение» и стала самым успешным синглом Korn на тот момент, достигнув четвёртого места в чарте «Современный рок» в Billboard. Персонаж второго видео, Thoughtless, отсылал к детству Джонатана Дэвиса, бывшего постоянной жертвой насмешек и побоев. Хотя Thoughtless был одним из самых популярных треков в альбоме, он не вошёл в сборник Greatest Hits Vol. 1. Третье видео из альбома Untouchables, Alone I Break, было срежиссировано Сином Даком, который заслужил честь быть режиссёром клипа, победив в конкурсе на MTV. Видео продолжало исследовать тёмные стороны Korn, показывая Дэвиса, убивающего музыкантов группы после ошибки Манки во время выступления. Korn признались, что делать видео с режиссёром, который являлся реальным фанатом группы, было бы намного веселее.
В преддверии следующего альбома, Korn выпускают 22 июля 2003 сингл Did My Time, который также использовался для раскрутки фильма Лара Крофт — расхитительница гробниц: Колыбель жизни. Анджелина Джоли появилась в видеоклипе, срежиссированном Дэйвом Мейерсом. Из-за несовпадающего графика Korn и Джоли были вынуждены записывать свои части видеоклипа раздельно. Также Did My Time был номинирован на Грэмми как «Лучшее метал-произведение».

### Take a Look in the Mirror,Greatest Hits Vol. 1, уход Хэда (2003—2005)
Шестой альбом Korn, Take a Look in the Mirror, вышел 21 ноября 2003, на четыре дня раньше запланированной даты релиза из-за утечки альбома в Интернет. Korn самостоятельно спродюсировали альбом и выпустили синглы «Right Now», «Y'All Want a Single» и «Everything I’ve Known». «Right Now» и «Everything I’ve Known» представляли собой анимационные клипы, а в «Y’All Want a Single» Korn вместе с большой группой фанатов разрушали аудиомагазин. Альбом достиг девятой строчки в Billboard, с 179 тыс. проданных копий в первые семь дней.
5 октября 2004 Korn выпустили сборник лучших хитов, Greatest Hits Vol. 1. Альбом дебютировал на четвёртом месте в Billboard, с 129 000 проданных копий. Альбом содержал две кавер-версии, также вышедшие в виде синглов, и подборку лучших песен группы за 10 лет. Первым синглом стала кавер-версия песни «Word Up!» группы Cameo. Второй сингл содержал попурри из всех трёх частей «Another Brick in the Wall» группы Pink Floyd и ремикс на «Freak on a Leash», который был включён в сингл в качестве бонусного трека. Специальное издание альбома включало DVD Korn: Live at CBGB, содержащий семь выборочных песен с концерта Korn 24 ноября 2003 в CBGB.
До того, как Korn начали работу над своим следующим альбомом, Брайан «Хэд» Уэлч объявил, что он «…выбрал Господа Иисуса Христа своим спасителем и решил прекратить свою музыкальную карьеру» и официально покидает Korn. Разлетевшиеся слухи о том, что это все является шуткой или обманом, не подтвердились. Уэлч стал вести духовный образ жизни, крестился в водах реки Иордан и стал открыто говорить о своей вере и убеждениях, особенно на своём сайте Head to Christ. Уход Уэлча стал первым изменением в составе за всю историю группы.
Несколько недель спустя после ухода из группы Уэлч упомянул о сольном альбоме, над которым он работает, но не было названо ни даты релиза, ни контракта с каким-либо звукозаписывающим лейблом. Позднее Уэлч подписал контракт с Fortitude Music. Его альбом Save Me from Myself несколько раз не выходил к назначенной дате и увидел свет лишь в июле 2008 года.

### 2005—2006:See You on the Other Side
После завершения своего сотрудничества с Sony Korn приняли решение работать с EMI и подписали контракт с Virgin Records. После заключения соглашения с EMI, в качестве одного из условий контракта компания заплатила группе $25 млн за право получать часть прибыли от продаж последующих двух студийных альбомов Korn, включая прибыль от турне и продажи атрибутики. Также EMI получила 30%-ю долю от прочих доходов группы.
Первый альбом Korn под лейблом Virgin, See You on the Other Side, вышел 6 декабря 2005 года и дебютировал на третьей строчке в Billboard 200, почти достигнув результата в 221 000 проданных экземпляров. Альбом оставался в сотне лучших в Billboard 200 в течение 34 недель. Первый сингл из альбома, «Twisted Transistor», сопровождался пародийным видео режиссёра Дэйва Мейерса, в котором рэп-звёзды Xzibit, Lil Jon, Снуп Догг и Бэннер, Дэвид изображали музыкантов Korn. Сингл достиг третьего места в чарте Billboard Mainstream Rock и девятого места в чарте Modern Rock. Второй сингл, «Coming Undone», достиг 4-го места в чарте Mainstream Rock и 14-го в Modern Rock, а сопутствующий видеоклип режиссёра Little X усиленно транслировался на музыкальных телеканалах.
13 января 2006 года Korn организовали пресс-конференцию на кладбище знаменитостей Hollywood Forever, чтобы объявить о начале тура в поддержку See You on the Other Side. 10 Years и Mudvayne стали разогревающими группами тура, который стартовал в родном городе Korn Бейкерсфилде 24 февраля 2006. Мэр Бейкерсфилда Харви Холл официально объявил этот день «Днём Korn». 18 апреля 2006 года было объявлено о возобновлении Family Values Tour с хедлайнерами Deftones, Stone Sour и Flyleaf, а также японской рок-группой Dir en grey в качестве приглашённого гостя. В Family Values Tour 2007 года Korn и Evanescence стали хедлайнерами тура, в котором выступили Atreyu, Hellyeah и Trivium.
Во время раскрутки See You on the Other Side в Европе Джонатан Дэвис был госпитализирован с заболеванием крови и не смог принять участия в ежегодном Download Festival. Сама группа выступила с приглашёнными вокалистами, такими как Кори Тейлор из Slipknot/Stone Sour, Дез Фафара из Devildriver, Бенжи Веббе из Skindred и М. Шэдоус из Avenged Sevenfold. Также из-за болезни Дэвиса Korn были вынуждены отменить оставшиеся европейские концерты в 2006, включая выступление на Hellfest Summer Open Air. Общественность не знала чего ожидать, но к облегчению фанатов группы, Дэвис опубликовал письмо, в котором говорил, что у него обнаружили «угрожающе мало тромбоцитов и была большая вероятность кровоизлияния, если бы проблеме не уделили внимания».

### MTV Unplugged, Untitled, уход Дэвида Сильверии (2006—2008)
9 декабря 2006 Korn выступили в студии MTV в Таймс-сквер в рамках серии акустических концертов MTV Unplugged. Концерт транслировался 23 февраля на сайте MTV.com, а 2 марта 2007 был показан по каналу MTV в Северной и Южной Америке, Европе и Азии. Перед публикой, насчитывающей около 50 человек, Korn отыграли акустический концерт из 14 песен с приглашёнными музыкантами из The Cure и Эми Ли из Evanescence. Материал выступления был сокращён до 11 треков для альбома, два из которых не транслировались на MTV. В первую неделю продаж альбом MTV Unplugged: Korn был продан тиражом приблизительно 51 тыс. копий и достиг 9-й строчки в Billboard.
Безымянный альбом Korn Untitled вышел 31 июля 2007 и дебютировал на 2-м месте в Billboard с тиражом 123 тыс. проданных копий в первую неделю. Альбом Untitled получил статус золотого диска за поставку в магазины свыше 500000 копий. Альбом завершал соглашение с Virgin Records и был создан при участии клавишника Зака Бэйрда, выступающего с группой в турах. Вклад Зака помог придать трекам более глубокий, атмосферный звук. Обязанности ударника выполнили Терри Боззио, Джонатан Дэвис и ударник Bad Religion Брукс Вакерман, так как Дэвид Сильверия заявил об уходе в «отпуск» как минимум на один студийный альбом и тур. Учитывая тот факт, что до сих пор не поступало официальных новостей о статусе Дэвида Сильверии в группе на текущий момент, многие поклонники группы придерживаются мнения, что Дэвид покинул группу навсегда. Премьера «Evolution», первого сингла из альбома Untitled, прошла на радиостанции KROQ в Лос-Анджелесе. Сингл достиг 4-й строчки в чарте Mainstream Rock и 20-е в Modern Rock. Видео к синглу снял Дэйв Мейерс. Второй сингл «Hold On» на данный момент достиг 9-й строчки в чарте Mainstream Rock.

### Remember Who You Are, The Path Of Totality, The Paradigm Shift, The Serenity Of Suffering (2008—2018)
Korn были номинированы вместе с ещё 31 исполнителями на звание «Лучшего исполнителя 2007» на телеканале Fuse в ноябре 2007. Группа дошла до финального раунда, но проиграла 30 Seconds to Mars с результатом примерно в 200 тысяч голосов.
Игровой издатель Ubisoft сообщил в октябре, что «Korn сочинили и записали новую песню Haze, приуроченную к одноимённой игре», которая вышла 20 мая 2008 года. Впервые песня, написанная группой для игровой индустрии, не стала заурядным дополнением для скачивания, идущим в комплекте с игрой, а была выпущена как полноценный сингл и снабжена видеоклипом.
В начале 2008 года группа находилась в европейской части турне Bitch We Have a Problem Tour с бывшим барабанщиком Дэйвида Ли Рота Рэйем Лузье на ударных, после чего группа отправилась в Южную Америку и Австралию, а затем провела концерты в Объединённых Арабских Эмиратах и Южной Африке.
После выступлений группа взяла перерыв и решает, начинать ли записывать девятый студийный альбом или поучаствовать в качестве хедлайнера в новом туре Family Values Tour.
16 января 2008 Korn объявили на своём официальном сайте, что Джеймс Шаффер покинул тур из-за болезни отца. Джонатан Дэвис сообщил, что они продолжат тур без Джеймса. Вопреки слухам, что Джеймс ушёл из группы, Шейн Гибсон подтвердил на Kornspace.com, что его [Манки] отец болен, и что Манки не покидает группу.
Через несколько недель Манки вернулся в группу.
Korn выпустили новый DVD, Korn:Live In Montreux 2004, содержащий концерт за 2004 год, когда состав группы ещё не менялся. Кроме того, была выпущена новая компиляция лучших хитов группы — Playlist:The Very Best Of Korn, выпущенный 29 апреля 2008 года.
Джонатан Дэвис на некоторых концертах своего соло-тура Alone I Play сказал аудитории то, что у него есть интерес к возвращению обратно Хэда, что «Я скучаю по этому ублюдку и однажды, люди, он вернётся». В свою очередь, в интервью с Брайаном он сказал, что в данный момент не готов вернуться, хотя этот вариант возможен.
Korn анонсировали своё выступление на английском Download Festival 12 июня 2009 г., являясь под-хедлайнерами тура Faith No More, где также будут участвовать Marilyn Manson, Slipknot, Motley Crue, Whitesnake, Def Leppard, Dream Theater, Billy Talent, Limp Bizkit, Pendulum, Buckcherry, Dragonforce, Anvil, The Blackout и The Prodigy.
В интервью с Дэвисом насчёт нового альбома он сказал следующее: «Он будет очень грубым и похожим на первые альбомы, это запись старой школы. Вообще, на этот раз мы будем записываться как группа из 4-х человек, где гитары-Манки, Филди-бас, Рэй-барабаны и я-вокал. Мы действительно хотим вернуться к своему старому стилю. Эта запись будет очень динамичной и эмоциональной и, как вы понимаете, у меня накопилась агрессия, которую я желаю выложить в этом альбоме. Большинство текстов в альбоме будет посвящено организованной религии.»
Группа всё ещё ищет себе новый лейбл для выпуска пока ещё неназванного альбома после окончания контракта на 2 диска с Virgin Records в 2007-м.
В интервью с Star Central было подтверждено, что ударник Рэй Лузье, будучи членом запасной группы (back-up band), стал полноправным членом Korn, тем самым полностью заменяя Дэвида Силверию.
В середине лета 2010 года в продажу поступил новый альбом Korn под названием «Korn III: Remember Who You Are»
На выставке E3 2011 было объявлено, что группа напишет заглавную тему для компьютерной игры Silent Hill: Downpour, возможно с участием Мэри Элизабет Макглинн.
6 декабря 2011 года вышел альбом The Path of Totality.
Летом 2012 года в поддержку нового альбома, группа выступила с концертами в России и Украине. В рамках тура музыканты посетили Москву, Санкт-Петербург, Новосибирск, Екатеринбург и Киев.
В мае 2013 года в группу после 8 лет отсутствия возвращается Хэд.
Музыканты объявили, что их новый альбом «The Paradigm Shift» выйдет 8 октября 2013 года. На данный момент он уже готов и был дан для прослушивания нескольким журналистам. Если судить по их отзывам, то Korn смогли сохранить свой стиль исполнения, одновременно частично интегрировав в него дабстеп-звучание. 30 сентября альбом был выложен в сеть. Альбом получил неоднозначные комментарии. В частности для музыкальных критиков и поклонников стало неожиданностью решение группы снять клип на песню «Never never», отмеченную последними как «крайне попсовую». Однако от Дэвиса был ответ, что группа специально выбрала эту песню, чтобы увидеть реакцию слушателей. Также критики и поклонники группы обратили внимание, что голос Дэвиса звучит больным и усталым в альбоме, что может быть связано с тяжёлой болезнью его сына и проблемами музыканта с медицинскими препаратами; что от агрессивного звучания баса Филди не осталось и намёка («раньше казалось, что на его гитару натянуты не струны, а стальные цепи, а сейчас…»), что гитарные партии Хэда и Манки раньше звучали так, будто они рисуют картину, а в последнем альбоме лёгкие зачатки прежней манеры исполнения можно услышать только в песне «Spike in My Veins». Но при всем этом альбом получился отнюдь не проходным, а очень даже сильным, далеко не каждой рок-группе современности под силам выдать подобную работу, чего стоят песни «Mass Hysteria», «Love & Meth» и, разумеется «What We Do». А «лупящий» слэповый бас Филди по-прежнему вне всяких похвал слышен на концертах группы, из чего можно сделать вывод, что «причёсанным» звучанием альбом обязан звукорежиссёрам и звукоинженерам, а никак не является следствием деградации музыкантов.
Весной 2014 года Korn представили свой новый альбом российским и белорусским фанатам. Совместно с музыкантами из Soulfly, которые также записали новый альбом Savages, музыканты отыграли концерты в Санкт-Петербурге, Москве, Новосибирске, Красноярске, Екатеринбурге, Уфе, Нижнем Новгороде, Воронеже, Ростове-на-Дону, Краснодаре и Минске.
Вскоре Korn начали процесс написания новых песен для двенадцатого студийного альбома. Гитарист «Хэд» описал музыку в новом альбоме как «тяжелее, чем кто-либо слышал от нас в течение долгого времени». 14 июля 2016 года гитарист Джеймс «Munky» Шаффер рассказал Metal Hammer, что Кори Тейлор из Slipknot/Stone Sour появится в качестве гостя в новом альбоме. Он также раскрыл, что Ник Раскулинеч — продюсер альбома. 16 июля 2016 года на Чикагском фестивале под открытым небом Korn представили новую песню «Rotting in Vain». The Serenity of Suffering был выпущен 21 октября 2016 года.

### The Nothing(2018—2021)
Согласно Instagram-записи барабанщика Korn Рэя Лузье, Korn начали процесс записи ударных для предстоящего тринадцатого альбома. Брайан Уэлч сообщил журналу Revolver предполагаемую дату выпуска — осень 2019 года и назвал Ника Раскулинеца продюсером. Он также заявил, что некоторые треки были написаны в соавторстве с Джоном Фельдманом и что группа записывала демо с Трэвисом Баркером на барабанах. 25 июня стало известно, что альбом получил название The Nothing и выйдет 13 сентября, а также был раскрыт первый сингл из альбома «You’ll Never Find Me».

### Requiem (с 2021)
В ноябре 2021 года Korn анонсировали альбом Requiem, выход которого запланирован на 4 февраля 2022 года. Первым официальным синглом стала песня «Start the Healing». Второй сингл — «Forgotten», третий — «Lost In The Grandeur». После записи альбома Филди взял паузу в карьере из-за личных проблем и не будет принимать участия в дальнейшем турне группы. На его замену группа наняла Ра Диаса из Suicidal Tendencies.

## Дополнительные факты
- Участники группы Korn появляются в 13 серии 3 сезона[англ.] американского телесериала «Детектив Монк». Во время автомобильной пробки, вызванной трагическим происшествием на шоссе, они любезно позволяют девочке-подростку воспользоваться туалетной комнатой в их гастрольном автобусе. И кроме того, общаясь c главным героем, частным детективом Монком, они наводят его на мысль, которая помогает ему раскрыть совершённое преступление. Также в этой серии звучит кавер-версия песни «Word Up!» в исполнении группы Korn[64].
- После того, как студент одного из вузов в штате Мичиган был отстранён от занятий за ношение футболки с изображением группы Korn, группа решила «пожертвовать» сотни своих футболок для студентов этого вуза. Любопытно, что полиция помогала раздавать эти футболки[65].

## Состав

### Текущий состав
- Джонатан Дэвис (Jonathan Davis) — вокал, волынка, ударные (1993—наши дни)
- Реджинальд «Филди» Арвизу (Reginald «Fieldy» Arvizu) — бас-гитара (1993—наши дни, c 2021 на перерыве)
- Джеймс «Манки» Шаффер (James «Munky» Shaffer) — гитара (1993—наши дни), бэк-вокал (2005-наши дни)
- Брайан «Хэд» Уэлч (Brian «Head» Welch) — гитара, бэк-вокал (1993—2005; 2012—наши дни)
- Рей Лузье (Ray Luzier) — ударные (2007—наши дни)

### Бывшие участники
- Дэвид Сильверия (David Silveria) — ударные (1993—2006)
- Клинт Ловери (Clint Lovery) — гитара (2005—2007)
- Михаэль Жокум (Michael Jochum) — ударные (2006—2007)
- Шейн Гибсон (Shane Gibson) — гитара (2007—2012)

### Дополнительные музыканты
Дополнительные музыканты играют с Korn только на живых выступлениях. Ни один из них не рассматривался как официальный член группы. Большую часть 2005 года они выступали в масках животных, по мотивам обложки See You on the Other Side, чтобы было легче их опознать как дополнительных музыкантов. С начала 2007 музыканты выступают без масок, но их лица раскрашены в чёрно-белые маски с уникальными узорами.
На сегодняшний день дополнительные музыканты включают:
- Михаэль Жокум — ударные, перкуссия
- Зак Бэйрд — клавишные
- Кален Чейз — бэк-вокал, перкуссия, гитара
- Ра Диас — бас-гитара

### Формирование
1. RAGTYME
- Ричард Морилл — вокал
- Джей Си (Джон Чарльз) — ударные
- Филди — бас-гитара
- Хэд — гитара
- Томми — гитара

(1986) Ragtyme играл в основном экспериментальный фанк.
2. L.A.P.D.
- Ричард Морилл — вокал
- Дэвид Сильверия — ударные
- Гарр (Филди) — бас-гитара
- Джеймс «Манки» Шаффер — гитара

(1988) Эта группа играла в стиле рэп-фанк. Она была сформирована Филди и вокалистом Ragtyme, Ричардом Морриллом. Позже к ним присоединились Манки и Дэвид. Хэд участвовал в турах.
3. Creep
(1992) Вокалист группы заявил, что у группы нет будущего и ушёл. Остальные участники группы переименовали её в Creep и пригласили Хэда как второго гитариста. Новоиспечённая группа начала искать нового вокалиста.
4. Sexart
- Джонатан Дэвис — вокал
- Ти Элам — вокал
- Райан Шак (Orgy) — гитара
- Рей Солис — гитара
- Дэйв Де Ру (Adema) — бас-гитара
- Денис Шинн — ударные

(1992) Когда Хэд и Манки впервые увидели выступление этой группы, им очень понравился их вокалист — Джонатан Дэвис. До этого момента Джонатан пел в этой группе 4 месяца.
5. Korn
- Джонатан Дэвис — вокал, волынки
- Хэд — гитара
- Манки — гитара
- Дэвид Сильверия — ударные
- Филди — бас-гитара

(2005) 8 февраля 2005 года Брайн «Хэд» Уэлч направил письмо менеджменту с сообщением об уходе из группы. 22 февраля Хэд сказал об уходе фанатам.

## Дискография

### Студийные альбомы
| Год  | Альбом                         |
| 1994 | Korn                           |
| 1996 | Life Is Peachy                 |
| 1998 | Follow The Leader              |
| 1999 | Issues                         |
| 2002 | Untouchables                   |
| 2003 | Take a Look in the Mirror      |
| 2005 | See You on the Other Side      |
| 2007 | Untitled                       |
| 2010 | Korn III: Remember Who You Are |
| 2011 | The Path of Totality           |
| 2013 | The Paradigm Shift             |
| 2016 | The Serenity of Suffering      |
| 2019 | The Nothing                    |
| 2022 | Requiem                        |
| ---- | ------------------------------ |

### Другие альбомы
| Год  | Альбом                             | Комментарий                     |
| 1993 | Neidermeyer’s Mind                 | Демо диск                       |
| 2004 | Greatest Hits vol. 1               | Сборник хитов + два новых трека |
| 2006 | Live and Rare                      | Концертный альбом               |
| 2006 | Chopped, Screwed, Live and Unglued | Сборник ремиксов и видео        |
| 2007 | MTV Unplugged: Korn                | Акустический альбом             |
| ---- | ---------------------------------- | ------------------------------- |